# Cuexcomate
Il Cuexcomate è un vulcano inattivo messicano sito nel quartiere poblano di La Libertad, riconosciuto come il vulcano più piccolo del mondo. È così piccolo che si trova all'interno di un parco ed è visitabile: scendendo delle scale di ferro a chiocciola si può camminare nella camera magmatica, ormai vuota.